# Alice Bah Kuhnke
Alice Bah Kunke (Malmö, Suècia, 21 de desembre de 1971) és una política sueca que fou Ministra de Cultura i Democràcia de l'octubre de 2014 al gener de 2019. Anteriorment havia estat presentadora de televisió i fundadora del laboratori d'idees Sektor3.
Fou escollida membre del Parlament Europeu en les Eleccions al Parlament Europeu de 2019 a Suècia.

## Biografia
Bah passà la seva infantesa a Horda, als afores de Värnamo a la regió d'Småland, filla de mare sueca i pare gambià. De petita fou escolta i assistí a l'institut Katedralskolan a Växjö on a finals dels anys 80 es convertí en una de les millors corredores sota les marques de 100 i 200 metres. El 1999 començà a estudiar ciències polítiques a la Universitat d'Estocolm i el gener de 2005 n'obtingué el títol. Durant la primavera de l'any següent inicià un màster en la meteixa temàtica però no l'acabà mai. Bah també ha estudiat diversos cursos de lideratge a través de l'IFL de l'Handelshögskolan l'any 2009.

### Carrera televisiva
La seva etapa televisiva s'inicià entre el 1992 com a presentadora del programa de l'Sveriges Television Disneyklubben juntament amb Eva Röse i Johan Petersson. Un any més tard i fins al 1997 fou la presentadora, periodista i productora de Söndagsöppet entre altres programes. Entre el 1998 i 1999 conduí Alice Bah a TV4 així com entrevistes als líders dels principals partits polítics al mateix canal per les eleccions del 2002 juntament amb Lennart Ekdal. Durant dos estius, el 2001 i el 2011, també participà en el canal P1 de l'Sveriges Radio. El 2002 amb la cap de premsa de la monarquia sueca, Elisabeth Tarras-Wahlberg, escriví el llibre Victoria, Victoria! sobre la princesa Victòria de Suècia.

#### Programes de televisió
- 1992–1993 – Disneyklubben.
- 1993–1997 – Söndagsöppet.
- 1998–1999 – Alice Bah.
- 2018 – Livet på Dramaten.